# Nout Wardenburg
Nout Wardenburg (* 18. Februar 1997) ist ein niederländischer Leichtathlet, der im Sprint und im Mehrkampf an den Start geht.

## Sportliche Laufbahn
Erste internationale Erfahrungen sammelte Nout Wardenburg bei den World Athletics Relays 2021 im polnischen Chorzów, bei denen er in 3:21,02 min den achten Platz in der gemischten 4-mal-400-Meter-Staffel belegte. 

## Persönliche Bestleistungen
- 400 Meter: 47,20 s, 15. August 2020 in La Chaux-de-Fonds
  - 400 Meter (Halle): 46,76 s, 20. Februar 2021 in Apeldoorn
- Zehnkampf: 7130 Punkte, 24. Juni 2018 in Utrecht
  - Siebenkampf (Halle): 5389 Punkte, 3. Februar 2019 in Apeldoorn